# 周崇義
周崇義（1477年—？年），字以忠，四川灌縣千户所（在今都江堰市）軍籍山西闻喜县人。

## 生平
治《書經》，行二，由國子生中式四川鄉試第五十八名舉人，年三十二歲中式正德三年（1508年）戊辰科會試第一百八十五名，第二甲第四十八名進士。歷任至户部郎中，正德十六年（1521年）九月升陕西布政使司右参议，嘉靖三年（1524年）九月升本省按察司副使，调雲南按察司副使。

## 家族
曾祖周文进。祖周怀亮。父周貴，壽官。嫡母沈氏；继母管氏；生母任氏。慈侍下，兄崇德（府照磨）、弟崇文。